# Frederik de Vette
Frederik van Brandenburg bijgenaamd de Vette of de Jongere (circa 1422/1424 – Tangermünde, 6 oktober 1463) was markgraaf van Brandenburg en heer van Altmark. Hij behoorde tot het huis Hohenzollern.

## Levensloop
Frederik was de jongste zoon van keurvorst Frederik I van Brandenburg en Elisabeth van Beieren, dochter van hertog Frederik van Beieren.
In 1440 stierf zijn vader. Diens testament stipuleerde dat Frederik de Vette en zijn oudere broer Frederik II Brandenburg tot in 1456 gezamenlijk moesten besturen. Frederik eiste echter reeds in 1445 meer zelfstandigheid. Met de steun van zijn broers Johan en Albrecht Achilles kon hij in 1447 een landsverdeling afdwingen, waarbij hij de Altmark en Prignitz kreeg toegewezen. In zijn gebieden bevorderde hij de vestiging van Joden, nadat zij in 1446 door zijn broer Frederik II uit Brandenburg verdreven waren.
Als heer van Altmark resideerde Frederik de Vette hoofdzakelijk in Tangermünde, Salzwedel en Arneburg. Hij verwaarloosde zijn regeringstaken zodanig dat zijn broer in 1459 militair ingreep tegen de misstanden in het land. Omdat Frederik in 1463 zonder mannelijke nakomelingen stierf, vielen de Altmark en Prignitz terug aan het keurvorstendom Brandenburg. 
Hij werd bijgezet in de Sint-Georgekerk van Arneburg. Tijdens de Dertigjarige Oorlog werd zijn graf verwoest. Zijn lichamelijke resten werden later teruggevonden en vervolgens bijgezet in Berlijn.

## Huwelijk en nakomelingen
Op 9 februari 1449 huwde Frederik met Agnes (1436-1512), dochter van hertog Bogislaw VIII van Pommeren. Ze kregen een dochter:
- Magdalena (1460-1496), huwde in 1482 met graaf Eitel Frederik II van Hohenzollern.